# Francesco del Giudice
Francesco del Giudice (né le 7 décembre 1647 à Naples, alors le royaume de Naples et mort le 10 octobre 1725 à Rome) est un cardinal italien du XVIIe siècle et du début du XVIIIe siècle. Il est l'oncle des cardinaux Niccolò Caracciolo (1715) et Niccolò del Giudice (1725), et d'Antonio del Giudice, prince de Cellamare.

## Biographie
Francesco del Giudice est né à Naples le 7 décembre 1647, fils du Prince de Cellamare Nicolò del Giudice et Ippolita Pelagnano.
Grâce au soutien financier de sa famille et à ses affinités politiques avec l'Espagne, qui à l'époque tenait le royaume de Naples sous sa domination, Francesco s'éleva rapidement dans la carrière ecclésiastique. Sous le pontificat de Clément IX il est référendaire au tribunal suprême de la Signature apostolique, vice-légat à Bologne et sous Clément X gouverneur de Fano, clerc à la chambre apostolique, gouverneur de Rome et vice-camerlingue de la Sainte Église,. 
Le pape Alexandre VIII le crée cardinal lors du consistoire du 13 février 1690. En 1701 il est vice-roi et capitaine-général de Sicile. En 1704 il est élu archevêque de Monreale et en 1711 il est nommé inquisiteur de l'Espagne pour trois ans. Del Guidice est de 1714 à 1716 premier ministre d'État d'Espagne. Il retourne en Italie en 1717 et il est ministre d'Autriche auprès du Saint-Siège en 1719-1720. À partir de 1719 il est préfet de la Congrégation de l'Inquisition et doyen du Collège des cardinaux à partir de 1724. Il est encore préfet de la Congrégation de l'immunité ecclésiastique,.
Del Guidice participe au conclave de 1691, lors duquel Innocent XII est élu, à celui de 1700 (élection de Clément XI), de 1721 (élection d'Innocent XIII) et de 1724 (élection de Benoît XIII),.